# Koniec z nędzą
Koniec z nędzą: Zadanie dla naszego pokolenia (ang. The End of Poverty: Economic Possibilities for Our Time) – książka napisana przez amerykańskiego ekonomistę Jeffreya Sachsa w 2005 roku, poprzedzona wstępem napisanym przez Bono.
W tej książce Jeffrey Sachs przekonuje, że jesteśmy w stanie położyć kres skrajnemu ubóstwu (czyli takiemu w którym dochód ludzi wynosi mniej niż 1 dolar dziennie) do 2025 roku, a do 2015 zmniejszyć liczbę biednych o połowę w porównaniu z rokiem 1990. Główną drogą do osiągnięcia tych celów zdaniem autora jest pomoc rozwojowa przyznawana przez najbardziej rozwinięte państwa i donatorów, czyli wspieranie rozwoju najbiedniejszych krajów, tak aby te były w stanie rozwijać się same w przyszłości, kiedy skrajnego ubóstwa już nie będzie.
Zadania te ściśle wiążą się z Projektem Milenijnym ONZ, o którym również jest mowa w książce.
Jeffrey Sachs wykłada w książce swoją wizję ekonomii – ekonomię kliniczną (analogia do medycyny, gdyż nakazuje zajmować się krajem jak pacjentem). Autor podkreśla znaczenie dogłębnej i zróżnicowanej diagnozy przed przystąpieniem do reform gospodarczych. Ekonomię kliniczną cechuje wszechstronne zwrócenie uwagi na sytuację kraju, m.in. zdolność kraju do wejścia do światowego handlu, korupcję w rządzie, skład etniczny państwa, choroby nękające kraj (zwłaszcza AIDS i malaria), stan infrastruktury (transportowej, komunikacyjnej, sanitarnej i medycznej) oraz ograniczenia geograficzne i wynikające z klimatu.
Jako ilustrację swojej teorii, Jeffrey Sachs przedstawia problemy ekonomiczne Boliwii, Polski i Rosji, dyskutuje o ich problemach, a także prezentuje swoje reformy dokonane w tych krajach i ich skutki.
Książka przedstawia również sytuację Malawi, Bangladeszu, Indii, Jugosławii oraz Chin, które autor szczególnie podziwia za ogromne postępy w zwalczaniu ubóstwa (w 1981 roku dochód poniżej 1$ miało 64% ludności, a w 2001 już tylko 17% ludności).
W drugiej części swojej książki Jeffrey Sachs dokładnie omawia Milenijne Cele Rozwoju i wskazuje drogi od ich osiągnięcia. Jednak aby to uczynić najbogatsze kraje muszą zacząć w końcu przeznaczać 0,7% swojego PNB na pomoc rozwojową (zgodnie z tym do czego zobowiązały się podczas Światowych Szczytów w Rio de Janeiro w 1992 i Johannesburgu w 2002).
Ponadto Jeffrey Sachs obala wiele mitów i stereotypów dotyczących Trzeciego Świata, m.in. korzystając z raportów Transparency International i Freedom House, pokazuje że korupcja w rządzie i demokratyczny system z wolnorynkową gospodarką, nie zawsze mają związek z rozwojem. Autor przekonuje również, że zlikwidowanie światowego ubóstwa jest nie tylko obowiązkiem moralnym, lecz także przyniesie wiele korzyści (przywrócenie stabilności politycznej, zmniejszenie liczby wojen, terroryzmu oraz napływu imigrantów).